# Tina Brooks
Tina Brooks (7. června 1932, Fayetteville, Severní Karolína, USA – 13. srpna 1974, New York, New York) byl americký jazzový saxofonista a hudební skladatel. 
Profesionálním hudebníkem se stal v roce 1951, kdy hrál s Sonny Thompsonem a od roku 1955 hrál s Lionelem Hamptonem. V pozdějších letech spolupracoval s mnoha dalšími hudebníky, mezi které patří Freddie Hubbard, Jimmy Smith, Kenny Burrell, Howard McGhee nebo Jackie McLean. Rovněž vydal několik vlastních alb, na kterých ho doprovázeli například Lee Morgan, Sonny Clark, Art Blakey, Blue Mitchell, Paul Chambers nebo Kenny Drew.
Jeho bratr David „Bubba“ Brooks byl rovněž jazzový saxofonista.